# 瑞克里芙·霍爾
瑞克里芙·霍爾（英語：Radclyffe Hall，1880年8月12日—1943年10月7日），本名瑪格莉特·瑞克里芙-霍爾（Marguerite Radclyffe-Hall），英國詩人與作家，以女同性戀小說名著《寂寞之井》著名。

## 生平

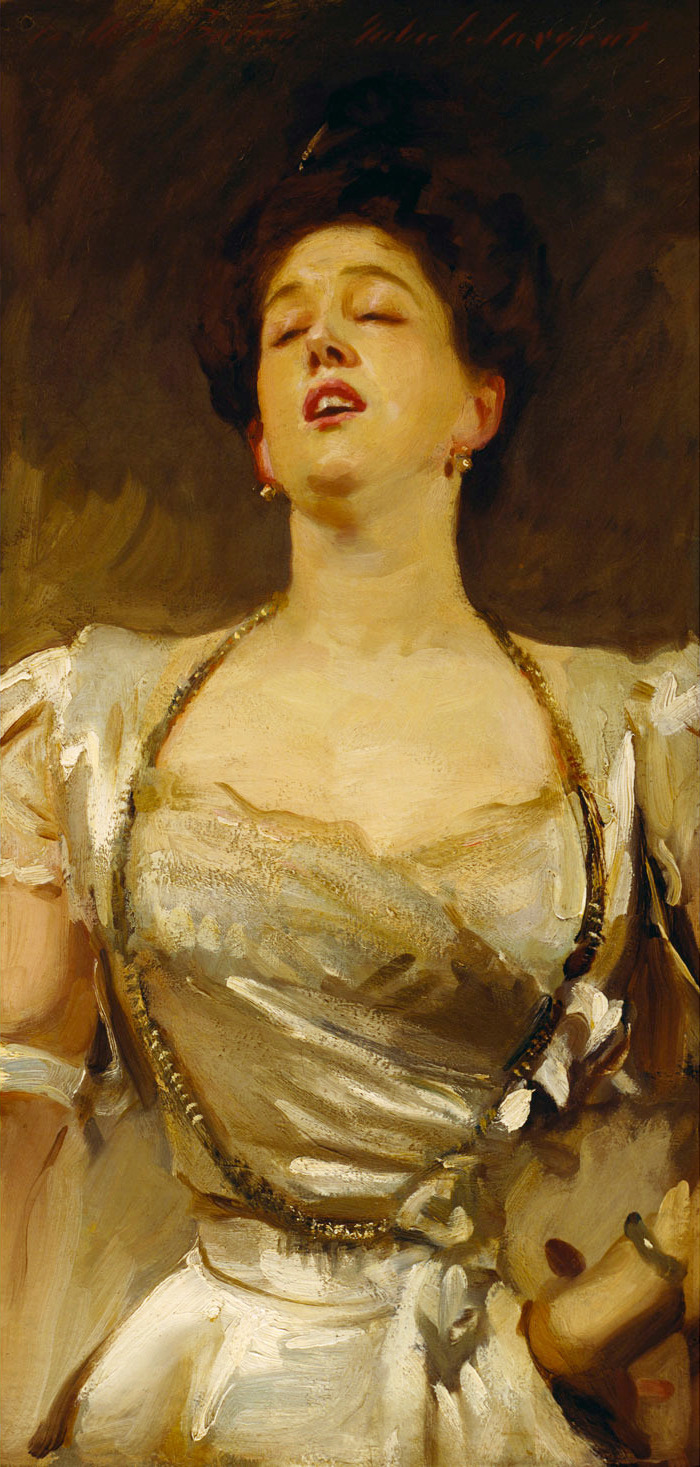
瑪貝爾·巴登向約翰·辛格·薩金特演唱之肖像畫，薩金特繪，約1897年。

1880年，瑪格莉特·瑞克里芙·霍爾出生於漢普郡伯恩茅斯（今多塞特郡），父親富裕而風流，母親則吵雜、好口角。霍爾仍在襁褓時雙親便離異，後來長期被母親與繼父忽視，成長過程孤獨而寂寞。霍爾攻讀於倫敦國王學院，隨後前往德國。
霍爾是位女同性戀者，並引用哈维洛克·艾利斯與其他世紀之交之性學家的文章的詞語，稱己為「天生倒錯者」。
1907年在德國霍姆堡溫泉城時，霍爾結識了知名的業餘德國藝術歌曲歌手瑪貝爾·巴登。巴登藝名「蕾蒂亞」，當年51歲，與27歲的霍爾相差了24歲之多，已婚且有一成年女兒與孫子。兩人一見鍾情，並在巴登丈夫死後開始同居。巴登為霍爾取了一個綽號「約翰」，而霍爾餘生也常以「約翰」自稱。
1915年，霍爾與巴登的表妹烏娜·杜魯布里奇（1887-1963）墜入愛河。烏娜是一位雕塑家，同時也是海軍將官之妻，育有一女。瑪貝爾·巴登於翌年過世，霍爾與烏娜則在1917年開始同居，一直到霍爾離世。

## 文學作品
| - The Forge (1924) - The Unlit Lamp (1924) - A Saturday Life (1925) - Adam's Breed (1926) - 寂寞之井 (1928) - The Master of the House (1932) - Miss Ogilvy Finds Herself (1926) - The Sixth Beatitude (William Heineman Ltd, 倫敦, 1936) | - The Forgotten Island (倫敦 : Chapman & Hall,1915) - Dedicated to Sir Arthur Sullivan (英國 : s.n., 1894) - A Sheaf Of Verses : Poems (倫敦 : J. And E. Bumpus, 1908) - Twixt Earth And Stars (倫敦 : John And Edward Bumpus Ltd., 1906) - Poems Of The Past & Present (倫敦 : Chapman And Hall, 1910) - Songs Of Three Counties And Other Poems (倫敦: Chapman & Hall, Ltd. 1913) - Rhymes and Rhythms (米蘭, 1948) |